# Lilia Hassaine
Lilia Hassaine (Corbeil-Essonnes, 1991) è una giornalista e scrittrice francese.

## Biografia
Dopo aver completato studi letterari, nel 2012 ha partecipato al programma Le Monde Académie di Le Monde . Nel 2013 si è diplomata presso l'Istituto della Stampa francese. Ha successivamente lavorato per i prestigiosi quotidiani Le Parisien e Le Monde.
Nel 2016 è entrata a far parte di Bangumi, una società di produzione creata da Yann Barthès, come autrice. Dal 2017 al 2022 è stata editorialista del programma televisivo francese Quotidien .
Nel 2019 ha sfilato per Jean-Paul Gaultier, nel corso della presentazione della collezione primaverile dello stilista francese .
La University of London Institute di Parigi le ha conferito un dottorato onorario in letteratura nel 2022 .

## Romanzi
Nel 2019 Lilia Hassaine ha pubblicato un romanzo fantasy dal titolo L'Œil du paon, edito da Gallimard. 
Il suo secondo romanzo, Soleil amer, pubblicato nel 2021, ha venduto in Francia oltre 35000 copie. Tradotto in italiano, è stato pubblicato dalla Edizioni E/O nel 2022.
Nel 2021 è stata tra i finalisti del Premio Goncourt  e, un anno dopo, vincitrice del "Prix littéraire de la Ville de Caen" .
Dal 2022 è anche membro della giuria del Premio Méduse .
Il suo terzo romanzo, Panorama, pubblicato nel 2023 da Gallimard, è un thriller distopico che ruota attorno alla scomparsa di una famiglia e alle conseguenti indagini guidate da una giovane poliziotta. 
Nello stesso anno, al romanzo è stato assegnato il Premio Renaudot dagli studenti delle scuole superiori .

## Opere
- L'Œil du paon, (Gallimard, 2019).
- Soleil amer, (Gallimard, 2021).
- Panorama, (Gallimard, 2023).

### Edizioni in lingua italiana
- Sole amaro, (Edizioni E/O, 2022).